# Assedio di Nasso
L'assedio di Nasso fu un tentativo, fallito, di conquista dell'isola greca nel 499 a.C. da parte di Aristagora, tiranno di Mileto, e Artaferne, satrapo di Sardi. Il piano di conquista dell'isola rientrava nella politica espansionistica dell'Impero persiano di Dario il Grande. L'assedio di Nasso aprì la serie di conflitti tra Greci e Persiani noti come Guerre persiane.
Aristagora era stato avvicinato da aristocratici di Nasso in esilio, desiderosi di rientrare nell'isola. Intravedendo l'opportunità di rafforzare l'influenza di Mileto sopra le Cicladi, Aristagora cercò l'aiuto del Re persiano Dario tramite il satrapo Artaferne per la conquista di Nasso. Acconsentendo alla spedizione, i Persiani assemblarono una forza di 200 triremi sotto il comando di Megabate.
La spedizione incontrò da subito difficoltà, a causa di screzi nati tra Aristagora e Megabate durante il viaggio verso Nasso. Qualcuno, forse lo stesso Megabate, informò gli abitanti di Nasso dello sbarco imminente. Quando sbarcarono, Persiani e Ioni si trovarono di fronte una città asserragliata e pronta a subire un lungo assedio. Dopo quattro mesi senza risultati, a corto di soldi, la spedizione fu costretta al rientro in Asia Minore senza aver concluso risultati tangibili.
Sentendo prossima la sua destituzione come tiranno di Mileto, a causa della spedizione fallimentare, Aristagora incitò tutta la Ionia a sollevarsi contro Dario. La rivolta si diffuse nella Caria e a Cipro. Per tre anni le forze persiane cercarono di reprimere i moti di ribellione accesi in Asia Minore con esiti effimeri. Raccolte però le forze, decisero di colpire il centro di queste ribellioni: Mileto. Nel 494 a.C., con la battaglia di Lade, i Persiani sconfissero la flotta ionica in modo decisivo. A seguito della caduta di Mileto, le ribellioni in Asia Minore cessarono e Dario poté organizzare delle forze punitive contro Atene ed Eretria, le quali avevano incoraggiato e sostenuto le rivolte, dando luogo così alla prima invasione persiana della Grecia.

## Fonti
Di fatto l'unica fonte primaria per la rivolta ionica è lo storico greco Erodoto. Erodoto, definito da Cicerone 'Padre della Storia', è nato nel 484 a.C. ad Alicarnasso in Asia Minore, allora sotto il controllo persiano. Ha scritto le sue Storie (in greco antico: Ἱστορίαι?, Historíai) intorno al 440-430 a.C., cercando di rintracciare le origini delle guerre greco-persiane, terminate nel 450 a.C. e quindi non molto tempo prima della sua stesura. L'approccio di Erodoto rappresentava una novità, almeno per la cultura occidentale, e sembra che proprio lui abbia dunque inventato la Storia così come la intendiamo noi. Come Holland ha sottolineato: "Per la prima volta un cronista sì è messo nella condizione di risalire alle origini di un conflitto, origini che non erano così remote da scadere nel fiabesco, né dovute a capricci o desideri di un qualche dio, e neppure appigliandosi a rivendicazioni di popoli che dovevano seguire il proprio destino; piuttosto con spiegazioni che avrebbe potuto verificare personalmente."
Alcuni antichi storici successivi, nonostante seguissero le orme di Erodoto, lo hanno criticato, a partire da Tucidide. Tuttavia, Tucidide stesso scelse di iniziare la sua storia laddove Erodoto aveva terminato, ossia l'Assedio di Sesto. Quindi, evidentemente, egli stesso aveva ritenuto che le Storie di Erodoto fossero abbastanza precise da non aver bisogno di riscritture o di correzioni. Plutarco criticò Erodoto nel suo saggio La malignità di Erodoto, descrivendo Erodoto come "Philo-barbaros" (amante degli stranieri), per non essere stato abbastanza partigiano nei confronti dei Greci, la qual cosa ci suggerisce che Erodoto potrebbe in realtà aver fatto un lavoro ragionevolmente imparziale. Un quadro negativo di Erodoto è stato poi tramandato nell'Europa rinascimentale, anche se con toni leggeri. Comunque dal XIX secolo la sua reputazione è stata sensibilmente riabilitata per via di ritrovamenti archeologici che hanno più volte confermato la sua versione dei fatti. La visione moderna prevalente è che Erodoto generalmente abbia fatto un lavoro notevole con la sua Historíai, ma che alcuni dettagli specifici (in particolare il numero di soldati e i dati numerici in genere) dovrebbero essere guardati con scetticismo. Nondimeno vi sono ancora alcuni storici che reputano attendibile gran parte del lavoro fatto da Erodoto nella sua Historíai.

## Contesto storico
Nel Medioevo greco, in seguito al crollo della civiltà micenea, un numero significativo di greci erano emigrati stabilendosi in Asia Minore. Questi coloni provenivano da tre gruppi tribali: le Eolie, i Dori e gli Ioni. Gli Ioni si erano insediati sulle coste della Lidia e Caria, fondando le dodici città che costituivano Ionia. Queste città erano Mileto, Miunte e Priene in Caria; Efeso, Colofone, Lebedo, Teo, Clazomene, Focea e Eritre in Lidia;  e le isole di Samo e Chio. Le città della Ionia erano rimaste indipendenti fino a quando, intorno al 560 a.C., non furono conquistate da Creso, famoso re della Lidia. Le città ioniche rimasero sotto il dominio della Lidia fino a quando questa non fu sua volta conquistata dal nascente Impero achemenide di Ciro il Grande. I Persiani trovarono gli Ioni difficili da governare.  In altre parti dell'impero, Ciro II era stato in grado di identificare gruppi elitari nativi, pronti ad aiutarlo a governare i loro conterranei, come ad esempio i sacerdoti della Giudea. Nelle città greche non era stato possibile trovare gruppi analoghi perché questi, se c'erano, erano in lotta tra di loro e non vi era un gruppo egemone, ma fazioni frastagliate. I Persiani perciò insediarono un tiranno in ciascuna città ionica sotto il loro controllo, anche se questo li avrebbe inevitabilmente fatti coinvolgere nei dissidi interni locali. Inoltre i Tiranni qualche volta sviluppavano velleità indipendentiste e dovevano essere pertanto rimossi e sostituiti.  I tiranni stessi, infine, avevano di fronte un compito arduo, dovendo essere il bersaglio dell'odio dei propri concittadini e nel contempo soddisfare le aspettative dei Persiani

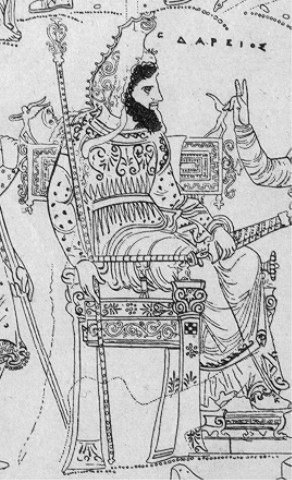
Dario il Grande in una raffigurazione greca, IV secolo a.C.

Circa 40 anni dopo la conquista persiana della Ionia, durante il regno del quarto re persiano, Dario il Grande, il tiranno di Mileto Aristagora si è trovato in questa situazione familiare. Istieo, cugino e genero di Aristagora, aveva accompagnato Dario nella spedizione in Tracia del 513 a.C. e come ricompensa ottenne la città di Mircino, presso il fiume Strimone. Dopo questa concessione, allarmato dal generale Megabate circa le abbondanti risorse che il territorio poteva offrire, sia naturali che di abitanti, e dopo aver avuto notizia che Istieo iniziava a fortificare Mircino, Dario pensò bene di avocarlo a sé a Susa, quale consigliere, lasciando il controllo costiero al generale Otane; la satrapia di Sardi ad Artaferne, suo fratellastro per parte di padre; e rimpiazzando Istieo con Aristagora alla guida di una Mileto in subbuglio.
Questo è un periodo della storia greca molto particolare per via di sommovimenti politici e sociali in tutta l'area greca, in seguito all'instaurazione, ad Atene, della prima democrazia registrata.. Anche Nasso fu attraversata da questi disordini. Sino al 525 a.C., era governata dal tiranno Ligdami, un esponente dell'oligarchia di Nasso e protetto del tiranno ateniese Pisistrato, quando fu rovesciato dagli Spartani. Un'altra famiglia oligarca locale prese il potere e Nasso conobbe un periodo di grande prosperità, diventando una fra le isole più potenti del mar Egeo. Nonostante i successi acquisiti, Nasso non era immune da tensioni di classe e conflitti interni, e nel 500 a.C. circa, la popolazione rovesciò l'oligarchia, mandando in esilio l'aristocrazia locale e instaurando la democrazia.
Nel 500 a.C., Aristagora fu avvicinato da alcuni di questi oligarchi esuli, i quali gli chiesero aiuto per il ripristino del controllo sull'isola. Intravedendo la possibilità sia di aumentare l'influenza di Mileto che di ammansire il malumore dei propri concittadini, Aristagora cercò l'aiuto del potente satrapo di Sardi, Artaferne, col favore del quale avrebbe certamente conquistato Nasso. Aristagora dunque chiese ad Artaferne un esercito e una flotta, e in cambio avrebbe conquistato Nasso in nome e per conto di Dario, ed avrebbe inoltre ripagato Artaferne di tutti i costi con parte del bottino.. Infine Aristagora mostrò come, una volta caduta Nasso, tutte le Cicladì sarebbero seguite e, con la stessa spedizione, avrebbero potuto anche andare a conquistare Eubea. Artaferne acconsentì su tutta la linea e mandò a chiedere il permesso a Dario di poter dare avvio alla spedizione. Avuto il consenso di Dario, fu approntata una flotta di 200 triremi e un equipaggio di 8 000 uomini, pronti per salpare l'anno successivo.

## Antefatti

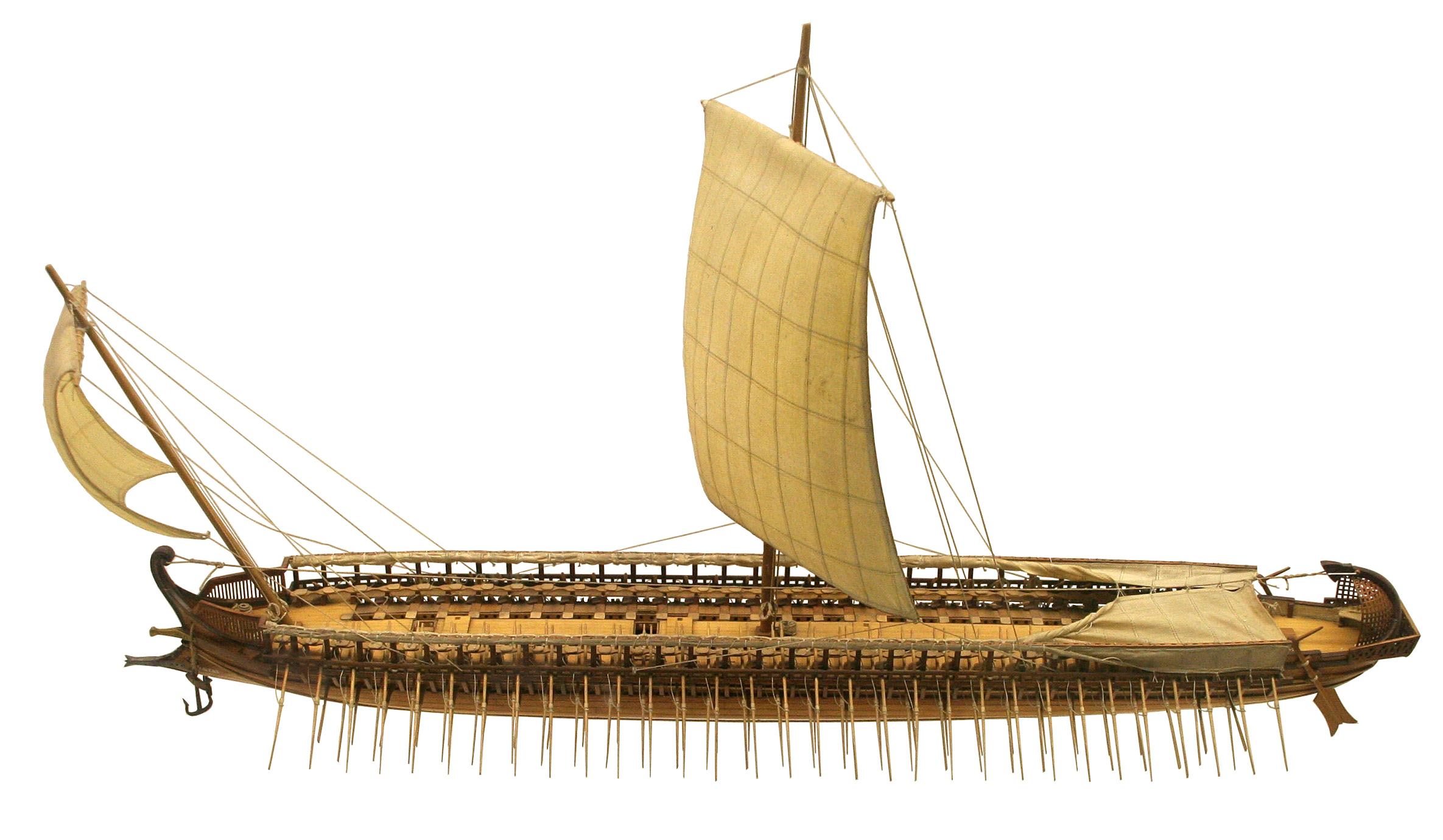
Modello di una triremi, in uso sia dai Greci che dai Persiani

Nella primavera del 499 a.C. la flotta persiana era pronta ormai a salpare, è partì diretta verso la Ionia.  Artaferne mise poi suo cugino (e di Dario), il generale Megabate, a capo della spedizione, e la inviò a Mileto insieme all'esercito persiano raccolto. Una volta giunti a Mileto, furono imbarcate le forze terrestri di Aristagora e dunque la spedizione poté avviarsi alla destinazione finale. Per evitare avvistamenti prematuri, inizialmente fu decisa una rotta che condusse la flotta verso nord, in direzione dell'Ellesponto e, una volta doppiata Chio, la rotta verso sud, direttamente a Nasso.
Erodoto racconta che Megabate fece delle ispezioni delle navi (probabilmente mentre erano spiaggiate per la notte), e sì imbatté in una imbarcazione di Mindo priva della sorveglianza di sentinelle. Megabate ordinò allora alla guardia di trovare il capitano di quella nave, Scilace, e di fargli infilare la testa attraverso uno scalmo, bloccandolo con la testa fuori e il corpo dentro la nave.. La notizia della punizione del suo amico giunse ad Aristagora, il quale andò da Megabate per fargli riconsiderare la propria decisione. E quando Megabate rifiutò, Aristagora semplicemente lo ignorò e liberò Scilace. Alle proteste , questa volta di Megabate, Aristagora ricordò che lui, Megabate, era lì come sottoposto e che Artaferne aveva mandato l'esercito per obbedire a lui e non il viceversa. Megabate allora, in preda all'ira mandò di nascosto dei messaggeri a Nasso per avvertirli dell'imminente pericolo, in modo da sabotare l'intera missione.
Gli storici moderni dubitano che un comandante persiano avrebbe potuto sabotare una propria invasione e hanno suggerito diversi altri possibili scenari. Tuttavia è impossibile sapere esattamente come Nasso fosse venuto a conoscenza in anticipo dell'invasione, ma senza dubbio lo erano e iniziarono i preparativi per l'assedio. Erodoto dice che gli isolani non avevano avuto, sino a quel momento, sentore dell'imminente attacco ma che, una volta che la notizia si sparse, stoccarono tutto il cibo dai campi in città e rinforzarono le mura, preparandosi per l'assedio.

## Forze in campo

### Forze greche
Erodoto non fornisce numeri completi per entrambi gli schieramenti, ma dà un'idea della forze in campo. Risulta normale pensare che, per le forze di Nasso, i numeri coinvolgessero tutta la popolazione abile. Erodoto afferma comunque che a Nasso vi erano "8 000 scudi e molte navi lunghe", il che suggerisce vi erano 8 000 uomini capaci di armarsi come opliti. Questi uomini costituivano la spina dorsale della resistenza dei nassi.

### Forze persiane
La forza persiana era basata principalmente su 200 triremi. Non è chiaro se vi erano ulteriori navi da trasporto. L'equipaggio tipico di una triremi era formato da 200 uomini, tra cui 14 marinai. Nella seconda invasione persiana della Grecia, ogni nave persiana aveva portato una trentina di marinai in più, e questo era probabilmente vero anche nella prima invasione, quando l'intera forza di invasione fu probabilmente trasportata dalle triremi. Inoltre anche le navi di Chio nella battaglia di Lade trasportavano 40 marinai ciascuna. Ciò suggerisce che una triremi plausibilmente avrebbe potuto trasportare un massimo di 40-45 soldati per triremi, senza correre il rischio di una destabilizzazione per un peso maggiore. Se la forza persiana a Nasso era costituita con gli stessi criteri, allora contava di un numero tra gli 8 000 e i 9 000 soldati, oltre ai rematori che però erano disarmati o comunque armati alla leggera.

## L'assedio

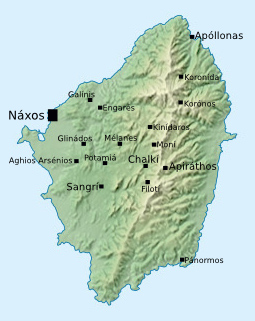
Mappa di Nasso e la sua città capitale

Quando gli Ioni e Persiani sbarcarono a Nasso, trovarono una città ben fortificata e fornita di cibo. Erodoto non lo dice esplicitamente, ma probabilmente la città era l'eponimo dell'isola stessa. Egli fornisce alcuni dettagli delle azioni militari che seguirono, anche se vi si intravede un attacco subitaneo, subito respinto. Gli Ioni e Persiani quindi si stabilirono per assediare la città. Tuttavia, dopo quattro mesi senza risultati, i Persiani avevano finito i soldi, e anche Aristagora aveva oramai speso una grande quantità di danaro. Demoralizzati dal non riuscire a vedere come concretizzare l'assedio, risolsero per un ritorno in patria, in Asia Minore, a mani vuote. Prima di abbandonare l'isola definitivamente, costruirono una roccaforte per gli oligarchi nassi esiliati. Il costruire roccaforti, prima di abbandonare un assedio, costituiva una strategia tipica fra i Greci dell'epoca, lasciando sul territorio una base verso cui tornare nel caso in cui i tempi maturassero a favore

## Conseguenze
Con il fallimento del tentativo di conquistare Nasso, Aristagora si trovò a mal partito: non era in grado di ripagare i debiti contratti con Artaferne per finanziare la spedizione e inoltre si era inimicato Megabate, membro della famiglia Reale persiana. Tutto lasciava presagire che Artaferne stesso si sarebbe mosso per rimuoverlo dalla carica di tiranno di Mileto e gettarlo in disgrazia. Nel disperato tentativo di salvare sé stesso, Aristagora scelse di schierarsi apertamente con movimenti di rivolta nei confronti dell'impero persiano che già covavano da tempo fra i milesi. Anche se Erodoto presenta come cause della ribellione i dissidi personali tra i protagonisti della vicenda, nondimeno tutta la Ionia era già matura all'aperta rivolta, la cui causa erano gli stessi tiranni insediati dai Persiani. Le azioni di Aristagora, le motivazioni che lo spinsero ad attaccare Nasso e i motivi per i quali i piani di invasione fallirono, furono esse stesse emblema delle cause di malcontento di tutta la Ionia.. La ribellione di Aristagora fu l'apice di una rivolta pronta ad esplodere in brevissimo tempo e che coinvolse anche l'Eolide e l'Esapoli dorica nel rovesciamento di tiranni e instaurare la democrazia.
Dopo aver portato tutti gli ellenici dell'Asia Minore in rivolta, Aristagora si rese conto che i greci della Ionia avrebbero avuto bisogno di alleati potenti per combattere i Persiani. Passò l'inverno del 499 a.C. navigando per la Grecia continentale in cerca di aiuto.  Non riuscì a convincere gli Spartani, ma le città di Atene e di Eretria decisero di sostenere la ribellione. Nella primavera del 498 a.C. una forza ateniese di venti triremi, insieme ad altre cinque triremi di Eretria, per un totale di venticinque triremi, salparono per la Ionia, riunendosi con la principale forza ionica nei pressi di Efeso. Questo esercito fu condotto in seguito dagli Efesini, attraverso le montagne, fino a Sardi, capitale della satrapia di Artaferne. I Greci presero i Persiani alla sprovvista, riuscendo a catturare la città bassa, dove però si sviluppò un incendio che costrinse i Greci, demoralizzati, a far ritorno ad Efeso. Le truppe persiane in Asia Minore erano però sulle loro tracce e li sorpresero nei pressi di Efeso. I Greci, avviliti e stanchi, non riuscirono, nella battaglia che ne seguì, a contrapporre un'adeguata difesa e subirono una dolorosa sconfitta. Gli Ionici sopravvissuti si rifugiarono presso le loro rispettive città, mentre gli Ateniesi e gli Eretriesi superstiti riuscirono a raggiungere le loro navi e far ritorno in Grecia.

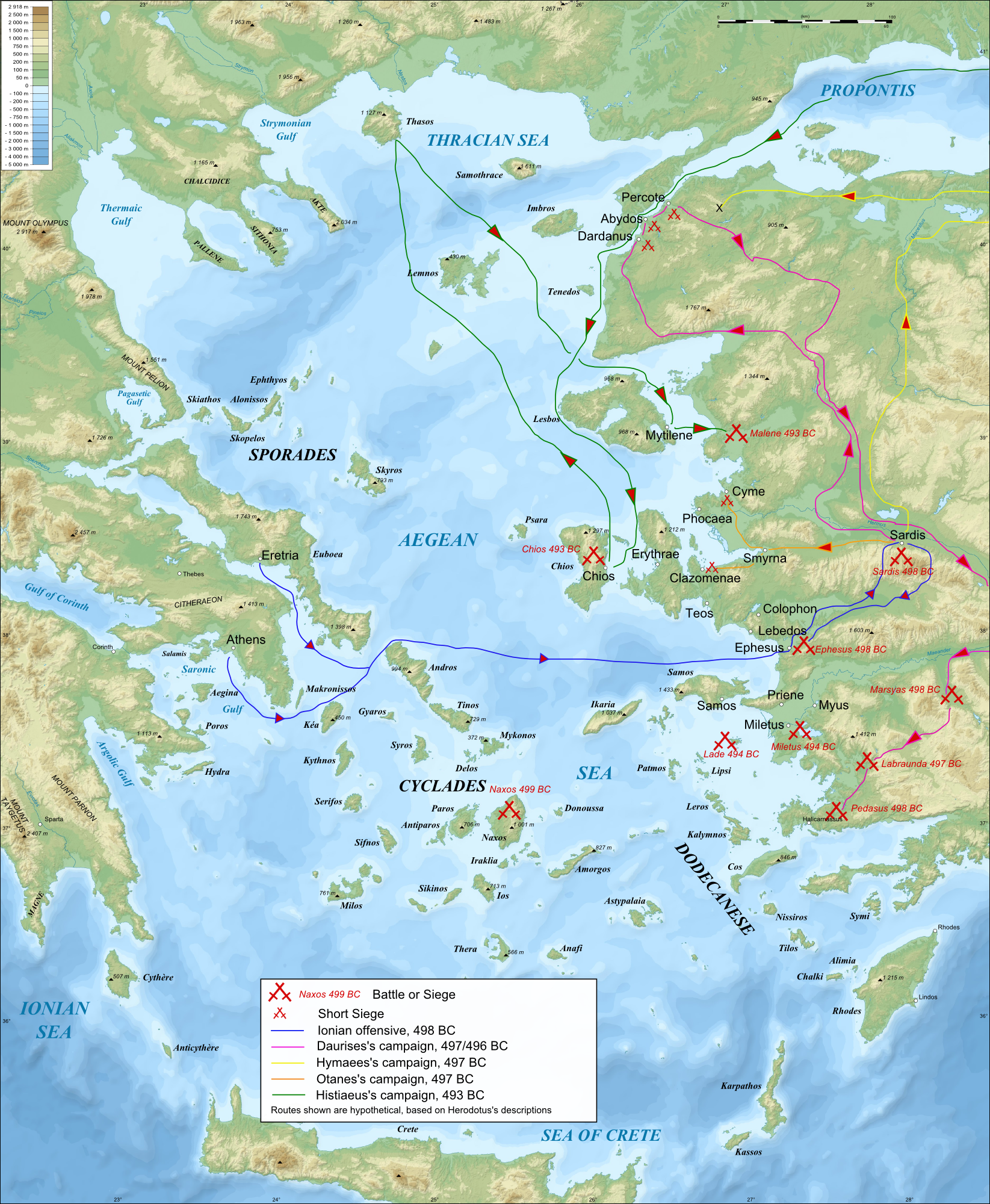
Principali eventi durante la rivolta Ionica

Nonostante questo insuccesso, la rivolta propagò ulteriormente.  Gli Ioni inviarono uomini verso l'Ellesponto e la Propontide catturando Bisanzio e altre città vicine, costringendo all'alleanza gran parte della Caria, tranne Cauno che si accostò come alleata spontaneamente già dopo l'incendio di Sardi. Visto il diffondersi della ribellione, anche i regni di Cipro si unirono di propria sponte alla rivolta contro il dominio persiano. Per i successivi tre anni, l'esercito persiano e la sua flotta furono impegnati a soffocare le ribellioni in Caria e a Cipro, e anche la Ionia, nel corso di questi anni, conobbe una pace precaria. Al culmine della controffensiva persiana, Aristagora, percependo la precarietà della propria posizione, decise di abbandonare la reggenza a Mileto, e fuggì. Erodoto, che evidentemente aveva un'opinione abbastanza negativa di Aristagora, scrisse che si fece prendere da un crollo di nervi è scappò via.
Al sesto anno della rivolta (494 a.C.) le forze persiane vennero riunite: tutte le forze di terra disponibili furono raggruppate in un unico esercito e affiancate da una flotta di triremi fornita dai Ciprioti, nuovamente soggiogati, Egizi, Cilici e Fenici. I Persiani si diressero direttamente a Mileto, prestando poca attenzione ad altre roccaforti, presumibilmente con l'intenzione di colpire quello che credevano il centro della rivolta. Gli Ioni cercarono di difendere Mileto via mare, lasciando la difesa a terra della città ai Milesi, e riunirono la loro flotta presso l'isola di Lade, al largo della costa di Mileto. [38] Prima della battaglia a Lade tra i Persiani regnava l'incertezza sullo scontro imminente, ragione per cui tentarono di convincere parte degli Ioni a disertare. Benché tale opera di persuasione da principio non produsse alcun effetto, tuttavia, quando i Persiani ruppero gli indugi e lanciarono l'attacco, il contingente di Samo accettò l'offerta dei Persiani. Come la battaglia prese inizio, la flotta di Samo si ritirò dallo scontro, causando il collasso della linea di battaglia ionica. Benché il contingente di Chio e pochi altri continuarono a combattere coraggiosamente, la battaglia era ormai perduta.
Con la sconfitta a Lade, la rivolta ionica era praticamente al termine. L'anno successivo i Persiani ridussero alla resa le ultime roccaforti dei ribelli, e iniziarono un processo di pacificazione nell'intera regione. La rivolta ionica costituì il primo grande conflitto tra la Grecia e l'impero persiano e, come tale, rappresenta la prima fase delle Guerre persiane.  Anche se l'Asia Minore era stato riportata soggetta al controllo persiano, Dario promise di punire Atene ed Eretria per il loro sostegno alla rivolta. Inoltre, visto che la miriade di poleis della Grecia rappresentavano una costante minaccia per la stabilità del suo impero, decise anche di conquistare tutta la Grecia.  Nel 492 a.C. la prima invasione persiana della Grecia avrebbe avuto inizio come conseguenza diretta della rivolta ionica.